# 丙二酸钠
丙二酸钠，分子式C3H2O4Na2。

## 性质
白色结晶。可溶于水，不溶于醇、醚、苯。低毒。

## 制备
1、由氢氧化钠与丙二酸溶液反应而得。
{\displaystyle \ HOOCCH_{2}COOH+2NaOH\rightarrow NaOOCCH_{2}COONa+2H_{2}O}
2、由氰乙酸与液碱反应而得。
{\displaystyle \ CNCH_{2}COONa+NaOH\ {\xrightarrow {H_{2}O}}\ NaOOCCH_{2}COONa+NH_{3}}

## 用途
用于制备药物磺胺-6-甲氧嘧啶、巴比妥及生产香料、染料等。